# Винберг, Кристина
Кристина Ева Мартина Винберг (швед. Kristina Eva Martina Winberg), урождённая Олссон (Olsson; род. 27 мая 1965, Мёррум, округ Блекинге, Швеция) — шведский государственный и политический деятель, бывший член Шведской демократической партии. Депутат Европейского парламента в 2014—2019 гг.

## Биография
Родилась 27 мая 1965 года в приходе Мёррум в коммуне Карлсхамн в округе Блекинге.
Винберг выросла в Йёнчёпинге и взяла девичью фамилию своей матери в юном возрасте.

## Карьера
Кристина Винберг в течение восьми лет работала продавцом рекламы в газете Jönköpings-Posten, после этого в течение пятнадцати лет работала продавцом билетов, а затем работала помощником медсестры, ухаживающей за людьми с деменцией. Она была членом окружного совета Йёнчёпинга и кандидатом в риксдаг (парламент) на выборах 2010 года. С 2010 года она была членом городского совета в муниципалитете Йёнчёпинг. В мае 2014 года Винберг была избрана в Европейский парламент. Она также была кандидатом на парламентских выборах, была избрана в парламент Швеции 29 сентября 2014 года, но в тот же день вышла из состава парламента из-за её работы в Европейском парламенте. Винберг была заменена в риксдаге Ниной Каин.

### Европарламент 2014—2019
Кристина Винберг была членом Европейского парламента от Шведской демократической партии, постоянным членом Комитета по гражданским свободам, юстиции и внутренним делам, а также делегации по связям со странами Машрика. Винберг впервые выступила в Европейском парламенте 14 июля 2014 года, когда предложила Европейскому союзу ввести временный пограничный контроль в соответствии с Шенгенским законодательством. «Только тогда мы сможем найти решения, где они нужны, и помогают людям на местах», - сказала Винберг в своей речи.
Помимо своих обязанностей в качестве депутата Европарламента, Винберг была заместителем члена Комитета по конституционным делам и делегации по связям со странами Магриба и Союзом арабского Магриба.
В декабре 2016 года ей запретили присутствовать на встрече с заместителем министра иностранных дел Израиля Ципи Хотовели, потому что якобы государственная власть Израиля считает, что у шведских демократов, по данным Еврейского телеграфного агентства, «иногда неонацистские взгляды». В знак протеста Бекки Нортон Данлоп, заслуженный научный сотрудник из Фонда наследия Рональда Рейгана, который входил в состав переходной группы президента Дональда Трампа, отменил встречу.

### Исключение из партии
19 мая 2019 года было объявлено, что Винберг была исключена из партии и списка шведских демократов на выборах в Европейский парламент 2019 года. Партия мотивировала это решение, сославшись на непристойное поведение Винберг. Существуют разные представления о том, почему её исключили. По мнению руководства шведских демократов, это произошло из-за того, что она не вела себя должным образом внутри страны и была нелояльна. Однако, по некоторых СМИ, это произошло потому, что Винберг заявила публично, что её коллега по Европейскому парламенту Питер Лундгрен пытался сексуально домогаться её на закрытом партийном мероприятии, а именно схватил её за грудь .

## Личная жизнь
Разведена. Ранее она была замужем за Томми Свенссоном (Tommy Svensson) (род. 1961.) и имеет троих детей.